# Nisso Pelossof
Nisso Pelossof (Nyssim Pelossof), né le 25 décembre 1921 à Rhodes, à l'époque possession de l'Italie, et mort le 7 mai 2011 à Amiens, est un photographe portraitiste français connu pour avoir initié la préservation des hortillonnages d'Amiens.

## Biographie

### Un enfant de l'île de Rhodes
Nissym Pelossof naquit dans une famille modeste à Rhodes. Son père était artisan ébéniste et sa mère, femme au foyer. Il était le deuxième enfant d'une fratrie de quatre. À l'âge de 12 ans, Nisso fut initié par son père au travail de la menuiserie. Il s'initia également à la plomberie, à la ferronnerie d'art et au vitrail. Il apprit des langues vivantes, outre l'italien, la langue officielle, il maîtrisait le français, l'espagnol, le grec et le turc. Il fut aussi tout comme son père musicien. Il jouait de la guitare, du violoncelle et de la batterie. Il fut également, à ses heures perdues, guide pour les touristes étrangers qui visitaient Rhodes. La rencontre fortuite avec un photographe, en train de pratiquer son art dans un jardin public, décida de sa vocation. Il entra aussitôt en apprentissage chez un photographe de la ville. Après son apprentissage, il ouvrit un studio de photographie sur la place du vieux quartier de Rhodes. Il rencontra un franc succès auprès des touristes en proposant d'effectuer le tirage de photo en une heure - ce qui était, à l'époque, peu courant - sa position sociale se trouvait assurée alors qu'il avait tout juste vingt ans.

### L'annonce des jours sombres
À partir de 1936, la présence fasciste sur l'île se fit plus oppressante mais jusque 1943, la vie continua sans trop de dommages. À partir de 1943, commencèrent les bombardements britanniques mais aucune mesure antisémite n'était encore imposée. Tout changea, le 18 juillet 1944, les Allemands, qui occupaient l'île, regroupèrent tous les Juifs de Rhodes dans une caserne.

### Déportation à Auschwitz-Birkenau
La déportation des Juifs de Rhodes se fit le 23 juillet 1944. C'est ainsi que Nisso Pelossof et sa famille quittèrent leur île pour ne plus y revenir.
Après plusieurs jours de voyage en train dans des conditions effroyables, ils arrivèrent enfin à Auschwitz-Birkenau, le 16 août 1944. Après la sélection, il fut affecté à la mine de charbon de Charlottengrube, puis au Scheizekommando (commando de la merde) du camp des femmes. Transféré au Camp de Mauthausen en janvier 1945, il fut libéré en mai 1945 par les soviétiques. Nisso, en tentant de rejoindre Budapest, rencontra des soldats américains puis des prisonniers de guerre français qui venaient eux aussi d'être libérés. Atteint du typhus, il fut soigné dans le camp français et fut évacué par avion vers la France.

### Photographe et Français
Arrivé en France, terrassé à nouveau par le typhus, Nisso parvint à guérir et put reprendre son métier de photographe. Une décision gouvernementale, l'obligea - en tant qu'ancien déporté étranger - à résider dans le département de l'Aisne. Il fut employé chez un photographe de Saint-Quentin, c'est là qu'il rencontra sa future épouse.
En 1951, il s'installa avec sa femme Janine à Amiens où ils achetèrent un studio photographique, fonds de commerce et immeuble. Il acquit enfin la nationalité française en octobre 1953. La même année, le couple acheta une parcelle dans les hortillonnages.

### La sauvegarde des hortillonnages
À la nouvelle d'un projet de rocade routière traversant les hortillonnages, Nisso Pelossof créa, en 1975, l'Association pour la protection et la sauvegarde du site et de l'environnement des hortillonnages, qu'il présida jusqu'en 2007. À la tête de cette association, il œuvra à l'annulation du projet routier de liaison est-ouest de la ville d'Amiens. Un travail de préservation du site fut ensuite lancé sous son impulsion: curage des rieux et consolidation des berges. Puis Nisso mena une action de valorisation de la production maraîchère des hortillonnages par le maintien du « marché sur l'eau » (marché de primeurs) place Parmentier, au port d'amont, au pied de la cathédrale d'Amiens. Ce fut enfin la transformation du site en lieu touristique et l'organisation de visites en barque à partir de 1982. Une campagne de restauration des rieux fut entrepris après les inondations de la Somme en 2001.

### Passeur de mémoire
Nisso Pelosoff n'a cessé de témoigner pour que la mémoire de la Shoah se transmette. Il participa à de nombreuses actions, notamment auprès d'enfants et d'adolescents picards. En 2009, à l'âge de 88 ans, il retourna en Pologne, à Auschwitz-Birkenau pour la première fois depuis sa déportation, en compagnie d'élèves du Collège Edmée Jarlaud d'Acheux-en-Amiénois.
Il mourut le 7 mai 2011 et fut inhumé au cimetière Saint-Pierre d'Amiens.

## Hommage et distinctions
- En 2002, Nisso Pelossof fut fait chevalier de l'Ordre national du Mérite, puis officier, en 2011.

## Œuvre
- Nisso Pelossof, Nisso, d'une île à l'autre suivi de Les hortillonnages : une tradition maraîchère, Amiens, Édition Encrage, 2007, 191 pages,  (ISBN 978 - 2 - 911 576 - 74 - 4)

## Pour approfondir

#### Ouvrages
- Jean-Paul Mulot, Jean-Marie Rouart, Jardins de Picardie, Du Quesne, 2000, 161 pages.
- Tamara L. Whited, Jens I. Engels, Richard C. Hoffman, Hilde Ibsen, Wybren Verstegen, Northern Europe: An Environmental History, ABC-CLIO, 2005,  (ISBN 978-1-85109-432-5), p. XIII-XIV.
- Francis Heux, Chronique de l'agriculture de la Somme, Impr. Garet, Breteuil, 2007, p. 311.

#### Articles de revues et journaux
- Pierre Sintès, « Retrouver Rhodes », in Téoros, 29-1, Presses de l'Université du Québec, 2010, p. 40 -
- Royal Horticultural Society (Great Britain), The Garden, New Perspectives Publishing Limited, 1996, v. 121, p. 541
- Angélique van der Horst, Picardie / druk 1, Nisso Pelossof, Lannoo Uitgeverij, 2007, p. 17
- Remise du Prix Annie et Charles Corrin 2009, pour l’enseignement de l’histoire de la Shoah, La déportation des enfants juifs de la Somme, HAMORÉ no 188, été 2010, p. 40
- Gary Lee Kraut, Elephants and paradise : 10 hours in Amiens, France Revisited, 2006 [5]
- Olivier Le Naire, Jean-Jacques Dufayet et Pierre René-Worms, Tour de France des canaux. 2e étape, le Nord et la Somme. Vendredi 19 juin. Soleil rasant sur les hortillonnages; la cathédrale défigurée; le "colosse de Rhodes" en Picardie. L'Express, 10 juillet 2009[6]
- Jungles urbaines et quadrillages horticoles, les hortillonnages d'Amiens, guérilla potagère et marécages urbains, p. 44, ISSUU, Z no 3, 2010, Itinérance Amiens Picardie by clark kent [7]

### Vidéographie
- INA, Hortillonnages, Émission MIDI 2, France 2, Marianne Mas, 8 juillet 1999 [8]
- Web TV Picardie, Balade dans les hortillonnages. Les hortillonnages d’Amiens vus par Nisso Pelossof, un ancien déporté. « La vie après l’enfer... », 2008 - [9]
- B7469, documentaire de Patrice Barletta, production Play Film, 2001, 52'